# Drag Couenne
Pour les articles homonymes, voir Couenne et Biasi.
Drag Couenne, nom de scène d'Adrien de Biasi, est une drag queen, actrice et performeuse belge, principalement connue pour avoir remporté la première saison de Drag Race Belgique. Né le 28 novembre 1997 à Liège, Adrien de Biasi s'est fait connaître sous son nom de naissance en tant qu'interprète et comédien.

## Biographie

### Jeunesse et études
Adrien de Biasi nait à la fin des années 1990, vingt mois après sa grande sœur, aujourd'hui infirmière. C'est en sa compagnie qu'Adrien de Biasi découvre le théâtre enfant, avant de commencer à faire de la danse à partir de seize ans.
Après avoir étudié pendant un an la couture à la Haute école libre mosane (HELMo), à Liège, Adrien de Biasi intègre la formation « interprétation dramatique » de l'Institut des arts de diffusion de Louvain-la-Neuve en 2016. C'est dans ce cadre qu'est créée Drag Couenne, en même temps qu'Adrien de Biasi travaille à son mémoire de fin d'études intitulé Comment créer un personnage drag,.

### Carrière
Drag Couenne apparait durant le confinement, lors des soirées Drag Bike d'abord, puis, à l'appel de Lylybeth Merle et Blanket la Goulue, elle rejoint le collectif Not Allowed. Avec celui-ci, elle se produit à partir de 2021 dans des squats, puis au Recyclart. Elle performe ensuite sur la scène du Cabaret Mademoiselle avant de participer à la première saison de Drag Race Belgique, qu'elle remporte,.
À côté de sa carrière d'artiste drag, Adrien de Biasi fait également du théâtre avec par exemple Le Songe d'une nuit d'été en 2022.
En 2023, il est à l'affiche de deux pièces, Violence and Son de Gary Owen au Théâtre de Poche et Hippocampe de Lylybeth Merle au Studio Varia,,. Il est nommé en 2023 pour le Prix de la critique dans la catégorie Espoir dans ces deux pièces,,.
En 2024, Drag Couenne apparait dans le film Les Reines du drame, d'Alexis Langlois. Prévu initialement pour le mois de mars,, le film sort finalement en décembre.

## Théâtre
- 2021 : Cendrillon, ce macho ! de Sébastien Ministru au Théâtre de la Toison d'or
- 2022 : A Revue de Benjamin Abel Meirhaeghe (nl)[13]
- 2022 : Le Songe d'une nuit d'été de William Shakespeare, adaptation et mise en scène de Jean-Michel D'Hoop, au Théâtre de Poche
- 2023 : Violence and Son de Gary Owen au Théâtre de Poche puis au Théâtre de l'Ancre : Liam
- 2023 : Hippocampe de Lylybeth Merle au Studio Varia

## Filmographie

### Cinéma
- 2018 : Switch de Marion Renard (court métrage)
- 2022 : Atopia d'Olivier De Vos (documentaire)
- 2024 : Les Reines du drame d'Alexis Langlois (long métrage)
- 2025 : Famille Choisie D’Elisa VDK

### Télévision
- 2023 : Drag Race Belgique (saison 1) : vainqueur[17]
- 2024 : Drag Race Belgique (saison 2) : invitée